# Xã Victoria, Quận Knox, Illinois
Xã Victoria (tiếng Anh: Victoria Township) là một xã thuộc quận Knox, tiểu bang Illinois, Hoa Kỳ. Năm 2010, dân số của xã này là 379 người.